# Лежантиль (лунный кратер)
Кратер Лежантиль (лат. Le Gentil) — большой древний ударный кратер в юго-западной приполярной части видимой стороны Луны. Название присвоено в честь французского астронома Гийома Жозефа Лежантиля (1725—1792) и утверждено Международным астрономическим союзом в 1935 г. Образование кратера относится к донектарскому периоду.

## Описание кратера

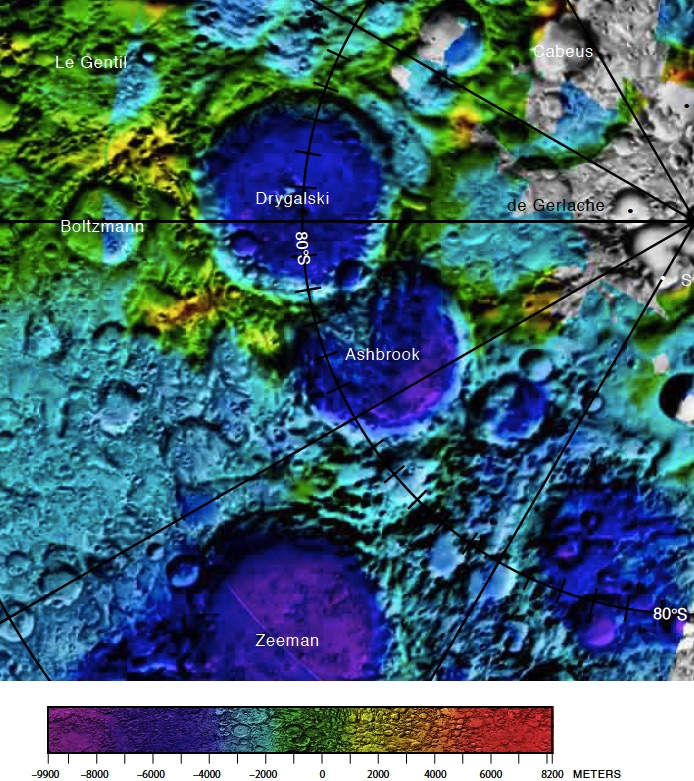
Окрестности кратера Лежантиль. Фрагмент карты области южного полюса Луны.

Ближайшими соседями кратера являются кратер Больцман на западе; гигантский кратер Байи на севере и кратер Дригальский на юге-юго-западе. Селенографические координаты центра кратера 74°16′ ю. ш. 76°01′ з. д. / 74,27° ю. ш. 76,02° з. д., диаметр 78,1 км, глубина 6140 м.
Кратер Лежантиль имеет полигональную форму и практически полностью разрушен за длительное время своего существования. Вал сглажен и перекрыт множеством кратеров различного размера, трудно различим на фоне окружающей местности. Лучше всего сохранилась восточная часть вала. Дно чаши испещрено множеством кратеров. В центре чаши расположен приметный сателлитный кратер Лежантиль С (см. ниже), к которому на востоке примыкает сдвоенная пара небольших кратеров, в южной части чаши находится чашеобразный сателлитный кратер Лежантиль B.

## Сателлитные кратеры
| Лежантиль | Координаты                                            | Диаметр, км |
| --------- | ----------------------------------------------------- | ----------- |
| A         | 74°38′ ю. ш. 52°38′ з. д. / 74,63° ю. ш. 52,63° з. д. | 37          |
| B         | 75°29′ ю. ш. 74°03′ з. д. / 75,48° ю. ш. 74,05° з. д. | 15,7        |
| C         | 74°22′ ю. ш. 75°17′ з. д. / 74,36° ю. ш. 75,28° з. д. | 18,7        |
| D         | 74°36′ ю. ш. 64°06′ з. д. / 74,6° ю. ш. 64,1° з. д.   | 12,4        |
| G         | 71°44′ ю. ш. 59°07′ з. д. / 71,74° ю. ш. 59,12° з. д. | 17,4        |

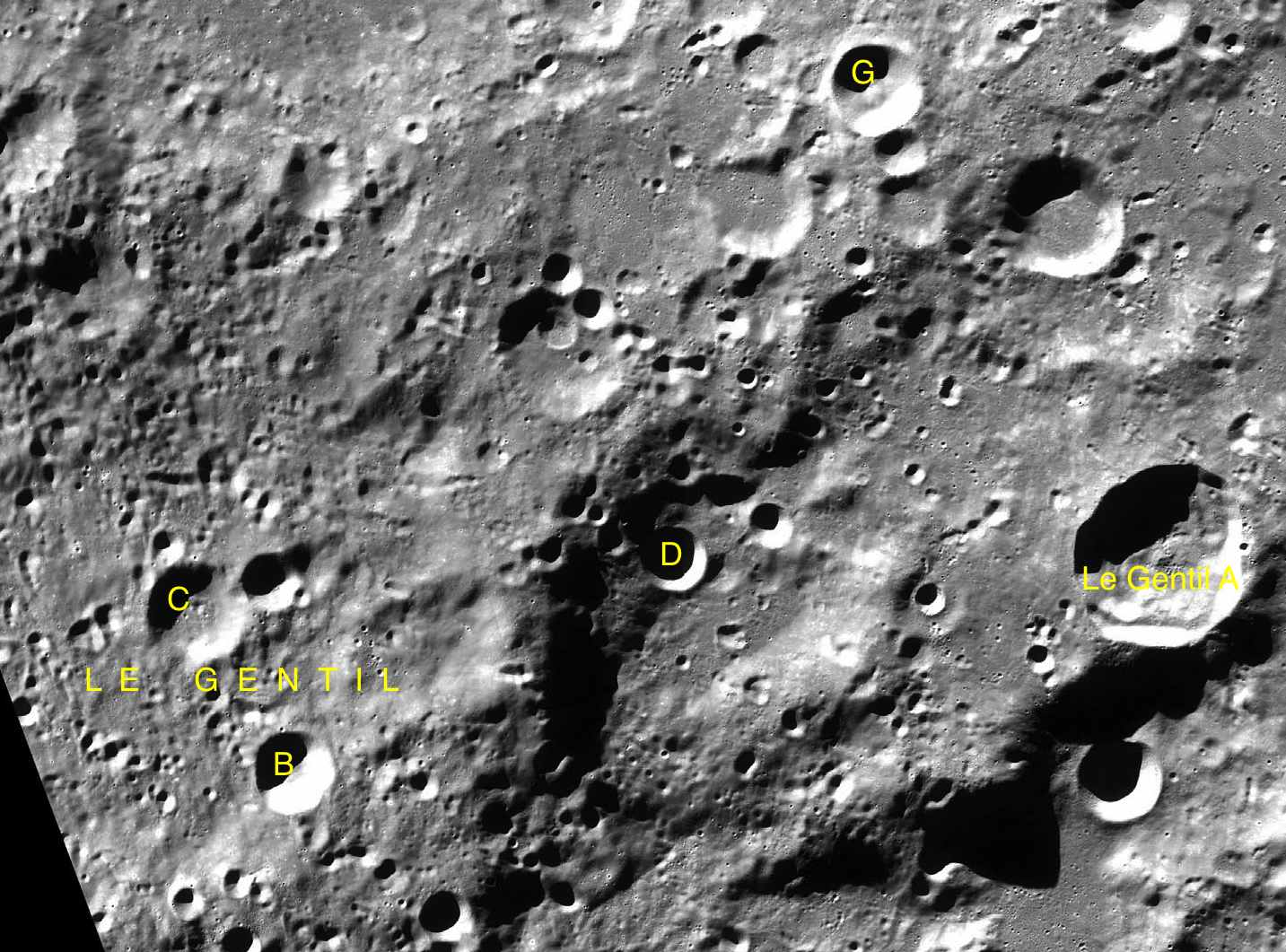
Фрагмент карты LAC-136.

- Образование сателлитного кратера Лежантиль A относится к позднеимбрийскому периоду[1].

## См.также
- Список кратеров на Луне
- Лунный кратер
- Морфологический каталог кратеров Луны
- Планетная номенклатура
- Селенография
- Минералогия Луны
- Геология Луны
- Поздняя тяжёлая бомбардировка